# Giovanni Bottonelli
Giovanni Bottonelli (Bologna, 13 agosto 1910 – Bologna, 1º febbraio 1982) è stato un politico e partigiano italiano.

## Biografia
Venne arrestato nella sua città natale il 1 dicembre 1937, e successivamente condannato per appartenenza al Partito Comunista Italiano. Liberato il 24 marzo 1943 dal carcere di Fossano, rientrò in ottobre a Bologna dove divenne responsabile della sezione comunista del centro cittadino. Dal 1944 responsabile del settore propaganda del partito, fu attivamente presente nel movimento di Resistenza nelle Brigate Garibaldi. Consigliere comunale nel 1946, venne eletto nel 1948 alla Camera dei deputati, dove fu riconfermato fino alla terza legislatura. Nel 1963 concluse la sua esperienza nazionale, rientrando in Emilia-Romagna, dove divenne  sindaco eletto di Marzabotto.